# Средник (Севниця)
Средник (словен. Srednik) — поселення в общині Севниця, Споднєпосавський регіон, Словенія. Висота над рівнем моря: 470,6 м.